# Аннамалайский университет
Аннамалайский университет (англ. Annamalai University; хинди अन्नामलई विश्वविद्यालय) –  
публичный государственный университет в индийском городе Чидамбарам, штата Тамилнад. Учебное заведение осуществляет подготовку в области искусства, науки, инженерии, медицины, менеджмента, гуманитарных наук, сельского хозяйства, физического воспитания и др.

## История
Основан в 1929 году предпринимателем  Аннамалаем Четтиаром, назван в его честь и является одним из старейших и самых престижных университетов Индии.
В 1929 году университет начал свою деятельность на 7 кафедрах. Сегодня их насчитывается 49 на 10 факультетах.

## Структура
В составе университета работают факультеты:
- гуманитарных наук
- естественных наук
- морских наук
- индийских языков,
- инженерии
- образования
- искусств
- сельскохозяйственных наук
- медицины
- стоматологии .

Имеется обширный кампус площадью более 4 км², расположенный примерно в трех километрах к востоку от центра города Чидамбарам. 
По состоянию на 2013 год в Аннамалайском университете обучались 37 444 студентов.
Университет занял 18-е место среди самых влиятельных учебных заведений в Индии, также входит по версии Google в число самых популярных университетов в Индии и в мире.

## Известные выпускники и преподаватели
- Кайласам Балачандер
- Раманатан, Вирабхадран